# Miloš Krasić
Miloš Krasić (serbiska: Милош Красић, albanska: Millosh Krasiq ), född 1 november 1984 i Mitrovica, Jugoslavien (nuvarande Kosovo), är en serbisk före detta professionell fotbollsspelare som senast spelade i polska Lechia Gdańsk. Han debuterade i det serbiska landslaget 2006 och deltog i VM 2010.

## Karriär
Krasić inledde sin professionella karriär när han debuterade för Vojvodina 1999 och spelade i klubben tills han värvades av den ryska klubben CSKA Moskva 2004. Med CSKA vann han bland annat Ryska Premier League två gånger (2005 och 2006), den ryska cupen i fotboll fyra gånger (2005, 2006, 2008 och 2009) samt UEFA-cupen (2005). Den 21 augusti 2010 skrev han på ett kontrakt med Juventus. När han spelade i CSKA Moskva bar nummer 17 på ryggen, men när han flyttade till Juventus ändrade han till nummer 27 eftersom 17 var upptaget.

## Nämnvärda meriter

### CSKA Moskov
- Ryska Premier League (2) : 2005,2006
- Ryska Cupen (4) : 2005,2006,2008,2009
- Ryska Supercupen (4) : 2004,2006,2007,2009
- UEFA Cupen (1) : 2004/2005

### Juventus
- Serie A: (1) 2011/2012

### Fenerbahçe SK
- Turkiska Cupen: (1) 2012/2013
- Turkiska Supercupen: (1) 2014